# Landelijke Specialisten Gevel-Isolatie
De Landelijke Specialisten Gevel-Isolatie (LSGI) is een Nederlandse brancheorganisatie voor afbouwbedrijven die gepleisterde gevelisolatie aanbrengen.

## Geschiedenis
LSGI werd in 1987 opgericht en had tot doel de bekendheid en kwaliteit van gepleisterde gevelisolatie te bevorderen. Op initiatief van LSGI kwamen de kwaliteitskeuren voor gevelisolatie (KOMO-procescertificaat en -attest) in 1990 tot stand. In 1992 werd door LSGI de Stichting Garantiefonds Gevelisolatie opgericht. Het werd een sectorvereniging van de Nederlandse Ondernemersvereniging voor Afbouwbedrijven. In 1995 werd het Handboek Gevelisolatie uitgegeven dat integraal is opgenomen op de website van LSGI.

## Activiteiten
LSGI behartigt de individuele en collectieve belangen van al haar leden. LSGI-leden hebben zich verenigd omdat zij hierdoor van elkaar op technisch gebied kunnen leren, een betere en continue kwaliteit kunnen garanderen en voorlichting over gevelisolatie te geven.